# Wget
Wget — (GNU Wget) свободная консольная программа для загрузки файлов по сети. Поддерживает протоколы HTTP, FTP и HTTPS, а также поддерживает работу через HTTP прокси-сервер. Программа включена почти во все дистрибутивы GNU/Linux.
Wget является неинтерактивной программой. Это означает, что после её запуска пользователь может повлиять на её работу только с помощью средств управления процессами операционной системы. Как правило, для этого используются сочетания клавиш Ctrl+C при необходимости прерывания работы программы и Ctrl+Z для помещения текущего задания в фон. Современные web-браузеры, как правило, имеют функцию закачки файлов, однако так как браузер рассчитан на интерактивный режим работы, скачивание большого количества файлов вручную может быть утомительным. Браузеры, как правило, не предоставляют средств для автоматизации подобных задач. Wget же, например, поддерживает загрузку URL, указанных в файле. Таким образом можно составить список файлов, а в любое удобное время скачать их с помощью wget. Интерфейс командной строки позволяет управлять wget из других программ и скриптов, что используется при автоматизации загрузки файлов (регулярные обновления, мониторинг доступности сервера и т. д.).
Wget позволяет загружать любые файлы во всемирной паутине (в том числе и (X)HTML-страницы) по протоколам http и https, а также файлы и списки каталогов по протоколу ftp.
Файлы можно скачивать рекурсивно по ссылкам в HTML-страницах, как с одного сайта с определённой глубиной следования по ссылкам, так и с нескольких. Помимо этого, при загрузке по ftp файлы можно скачивать «по маске» имени (то есть можно задавать с помощью «*» группу файлов).
Wget поддерживает докачку файла в случае обрыва соединения.
Ведётся разработка продолжения Wget — Wget2.

## Возвращаемый статус
До версии 1.12, возвращает 0 при успешном выполнении и 1 в случае ошибки. Начиная с версии 1.12, в случае ошибки возвращает от 1 до 8, в зависимости от вида.

## Критика
Разработка Wget идёт медленно, многие новые расширения протоколов HTTP, FTP, сценарии JavaScript и другие функции не поддерживаются.
В некоторых случаях хорошей альтернативой может являться cURL, а для создания зеркал сайтов (чего cURL не умеет) обычно используется rsync.
В версии 1.17 и выше обязательна поддержка SSE2-инструкций процессором.

## wget2
Следующее значительное обновление Wget должно произойти в wget2, который, предположительно, должен прийти ему на смену.
wget2 обладает значительным количеством усовершенствований по сравнению с Wget, в первую очередь касающихся производительности:
- Поддержка HTTP/2
- HTTP-сжатие
- Параллельные соединения
- TCP Fast Open

и рядом других.
Основным разработчиком wget2 является Тим Рюзен (Tim Rühsen), также являющийся одним из основных разработчиков и текущих майнтейнеров Wget.

## Клоны
Для встроенных систем характерен ограниченный размер памяти и для них есть клоны, которые имитируют интерфейс и поведение GNU Wget, но имеют меньше опций, в основном, только скачивание файла:
- OpenWrt uclient-fetch Архивная копия от 6 октября 2021 на Wayback Machine
- BusyBox wget Архивная копия от 6 октября 2021 на Wayback Machine
- ToyBox wget Архивная копия от 6 октября 2021 на Wayback Machine